# Isla Matthew
La isla Matthew (del inglés: Matthew Island) es una pequeña isla volcánica deshabitada localizada en el sur del océano Pacífico cuya soberanía ejerce Francia, que la considera parte de Nueva Caledonia, aunque es disputada por Vanuatu, que la integra en la provincia de Tafea.
La isla tiene una superficie de solamente 0,7 km² y una altitud de 177 m, un estratovolcán cuya última erupción fue en 1956. 
Fue descubierta el 27 de mayo de 1788 por el capitán británico Thomas Gilbert, comandando el Charlotte, que la nombró honrando al armador del barco. 